# God Is in the T.V.
God Is in the T.V. — відеоальбом американського рок-гурту Marilyn Manson, виданий 2 листопада 1999 р. у форматі VHS. До нього увійшли всі відеокліпи колективу, зняті станом на час випуску. Реліз також містить ексклюзивний невикористаний матеріал з кліпу «The Dope Show» та концертні виступи й відео за лаштунками туру Rock Is Dead Tour. Слова «God is in the TV» можна почути в пісні «Rock Is Dead».
На обкладинці відеоальбому є кадр з відео «Coma White» з актором Меттью Макґрорі, який відомий завдяки своєму зросту (2,29 м). У листопаді 2005 Менсон висловив зацікавленість у перевиданні Dead to the World та God Is in the T.V. на DVD. Проте цього поки що так і не сталося.

## Треклист
Відеокліпи:
1. «Coma White»
2. «Rock Is Dead»
3. «I Don't Like the Drugs (But the Drugs Like Me)»
4. «The Dope Show»
5. «Long Hard Road Out of Hell»
6. «Cryptorchid»
7. «Man That You Fear»
8. «Tourniquet»
9. «The Beautiful People»
10. «Sweet Dreams (Are Made of This)»
11. «Dope Hat»
12. «Lunchbox»
13. «Get Your Gunn»
14. «The Dope Show» (матеріал невикористаний для кліпу)

Живі виступи, відео за лаштунками:
1. «Inauguration of the Mechanical Christ»
2. «The Reflecting God»
3. «Antichrist Superstar»
4. «Irresponsible Hate Anthem»
5. «Rock Is Dead»
6. «The Dope Show»
7. «Lunchbox»
8. «I Don't Like the Drugs (But the Drugs Like Me)»
9. «The Speed of Pain»
10. «Spine of God» (з участю Monster Magnet)
11. «Sweet Dreams/Hell Outro»
12. «Rock n Roll Nigger»